# Эмилиан из Кальяри
Эмилиан (итал. Gemiliano) — святой епископ Кальяри. День памяти — 28 мая.
Святой Эмилиан (на сардинском: Santu Milanu или Millanu), предположительно был епископом Кальяри в I или II веке. Считается, что он был умучен во время правления Нерона в Кальяри, в Porta Cabagna.
По местным преданиям, местом его мученичества был Сесту, где потом был теперь воздвигнут храм.
Считается покровителем коммун Вилланова-Трускеду, Боза (вместе со святым Приамом), Муравера и Гоннозно.